# Économie souterraine
 (septembre 2020).
Si vous disposez d'ouvrages ou d'articles de référence ou si vous connaissez des sites web de qualité traitant du thème abordé ici, merci de compléter l'article en donnant les références utiles à sa vérifiabilité et en les liant à la section « Notes et références ».
Le terme économie souterraine ou clandestine regroupe trois formes d'activités très différentes : l'économie générée par le travail dissimulé, les délits économiques ou les activités criminelles ou délictuelles et leur recel.

## Définition
Les différentes économies souterraines ont toutes au moins trois points communs :
1. elles échappent aux règles économiques et sociales et au contrôle de l'État ;
2. elles ne donnent lieu à aucun prélèvement obligatoire (fiscal ou social) ;
3. elles faussent le jeu de la libre concurrence par rapport aux activités légales, soit du fait de leur propre activité — travail dissimulé —, soit du fait de l'intégration de sommes provenant d'activités délictuelles ou criminelles, cherchant à se réinvestir — blanchiment d'argent.

## Réglementations
Dans certains cas la réglementation permet de lutter efficacement contre certaines pratiques, même si leurs applications peuvent heurter la morale, par exemple :
- la réglementation des casinos et le développement de l'offre de jeux officiels à prix accessibles — lotos divers, loteries et PMU — permet de lutter contre les jeux et paris clandestins ;
- la suppression des lois de prohibition, aux États-Unis avait fait reculer les distilleries clandestines ;
- les amnisties fiscales incitent au rapatriement de fonds placés à l'étranger ;
- en France, l'abrogation en 1984 de l'ancienne législation sur l'inscription des étrangers au registre des métiers, a permis la création de nombreuses entreprises artisanales ;
- la légalisation et la prise en charge par les services publics des pratiques d'avortement a permis d'intégrer dans l'économie officielle cette activité et de sauver de nombreuses vies ;
- en France, la réglementation des activités de prostitution par le roi Saint-Louis avait permis d'éviter le pire[réf. nécessaire], alors que la loi Marthe Richard d'après-guerre contre les maisons closes a eu comme première conséquence de repousser cette activité dans l'économie souterraine ;
- la légalisation des drogues douces et la fourniture gratuite ou quasi-gratuite aux drogués de leur drogue, permettrait de « casser » un pan important du marché du crime ;
- la suppression totale de l'argent liquide, ou sa forte limitation (par exemple l'impossibilité de retirer plus de 100 € en espèces par semaine), est à même d'éradiquer le travail dissimulé et les trafics de stupéfiants.

L'existence d'une importante économie souterraine est avant tout le signe d'un dysfonctionnement grave de l'économie formelle ou des services publics de l'État ou de comportements individuels intéressés. Si le travail dissimulé existe, c'est que le marché officiel du travail connaît des rigidités qui paralysent le développement de l'emploi officiel ou qui en empêche l'accès, cela peut aussi indiquer que dans certains domaines, le coût réel du travail — salaire et cotisations sociales — est devenu insupportable pour la demande. Le dysfonctionnement peut être caractérisé par :
- la lourdeur de la pression fiscale qui pousse les entreprises à fuir l’impôt en créant une activité informelle ;
- la lenteur des règles administratives qui décourage toute initiative d’investissement ;
- la réglementation sociale sur le salaire minimum, les allocations familiales, ou les charges parafiscales ;
- l'ouverture des frontières à la concurrence du marché mondial ;
- le développement du troc (lorsque la confiance dans la monnaie diminue) ;
- la facilité d'accéder à des revenus sans contraintes, l’appât du gain.

## Exemples d'économie souterraine criminelle
En ce qui concerne l'économie générée par les activités criminelles nous pouvons éventuellement citer plusieurs exemples :
- L'assassinat des albinos en Afrique dont les dépouilles (membres et organes) font l'objet d'un trafic au profit des sorciers africains et de leur clients. Ce phénomène est directement lié aux croyances et superstitions africaines vis a vis de l'albinisme. Se développe alors un marché où le prix des membres peut atteindre plusieurs milliers de dollars.
- Les trafics de cigarettes, de drogue et de prostitution en Europe et en Amérique du Nord.
- Les vols de voitures et d'outils industriels dans les pays d'Europe occidentale pour les revendre dans certains pays d'Europe orientale.

Il semble impossible de lutter contre le marché souterrain avec une garantie de succès par seulement la répression — même en URSS où la fraude économique était punie de la peine de mort, le travail dissimulé et ses mille petites astuces étaient florissants —, seule une plus grande flexibilité des règles régissant l'emploi officiel permet une lutte efficace.